# Calau de Mindoro
El calau de Mindoro  (Penelopides mindorensis) és una espècie d'ocell de la família dels buceròtids (Bucerotidae) que habita els boscos de Mindoro a les Filipines.